# Eduardo Ferro
Eduardo Carlos Ferro (Avellaneda, 19 de agosto de 1917-Don Bosco, Quilmes Buenos Aires, 4 de marzo de 2011), fue un dibujante y humorista gráfico reconocido como uno de los más importantes en su género en la Argentina.

## Biografía

### Inicios profesionales
Comenzó su carrera, a los 16 años, en la revista El Purrete, perteneciente al periódico Buenos Aires Herald. Más tarde realizó Don Pitazo y Aserrín y Pan Rallado para la revista La Cancha.

### En Patoruzú
Luego se convirtió en colaborador de las revistas Patoruzú -en la cual publicó entre 1937 y 1976, año de cierre de la misma, aunque siguió colaborando en los Libros de oro de Patoruzú que salieron anualmente hasta 1984- y Patoruzito, dónde surgieron sus personajes Langostino, Bólido, Tara Service, Pandora y Pampa Barbara, entre otros. 
Participó también en la animación del primer dibujo animado para cine en colores hecho en Argentina titulado Upa en apuros.
En los años 40 publicó en La Razón el buzo Chapaleo. 

### Últimos años
Fue profesor en la materia Diseños, en el Círculo de Periodistas Deportivos (Ciudad de Buenos Aires) en años 1965 a 1968.
En los años 1980 comenzó su labor docente como profesor de humor gráfico en la escuela de dibujo de Carlos Garaycochea. En 1988, se publicó una compilación de sus trabajos bajo el nombre Lo que el viento devolvió. 
En los años 1990 dibujó nuevamente a Langostino para la revista cultural La Maga. 
En el año 2006 recibió el Premio Iberoamericano de Humor Gráfico Quevedos, otorgado por los Ministerios de Cultura, Asuntos Exteriores y Cooperación de España; y la Fundación general de la Universidad de Alcalá.
En el marco de la 34a.Feria Internacional del Libro de Buenos Aires del año 2008, el Museo del Dibujo y la Ilustración le realiza una muestra homenaje con la participación del artista, que en ese entonces contaba con 91 activos años. El maestro elige el título de la muestra, "Ferro, corazón a corazón", colorea a acuarela el cartel identificatorio (que se conserva en el Museo) y participa de una extensa conferencia con Carlos Garaycochea y el plástico Guillermo Roux (felizmente filmada), donde deleitan a la numerosa audiencia (que incluía a numerosos dibujantes) con anécdotas de la redacción de la Revista Patoruzú, de la cual todos formaron parte.
En 2009 participa con un original de la serie Temas Porteños realizado para la revista Patoruzú en 1939; en la muestra "Bicentenario: 200 años de Humor Gráfico" que el Museo del Dibujo y la Ilustración realiza en el Museo Eduardo Sívori  de Buenos Aires, homenajeando a los más importantes creadores del Humor Gráfico en Argentina a través de su historia.
Falleció el 4 de marzo de 2011 a la edad de 93 años.